# Bergsvala
Bergsvala (Psalidoprocne fuliginosa) är en fågel i familjen svalor inom ordningen tättingar.

## Utseende och läte
Bergsvalan är en helt brunsvart svala med mörkare vingar och kluven stjärt. Arten är lik andra Psalidoprocne-svalor, framför allt unga svartsvalor, men bergsvalan är helmörk, även på undersidan av vingen. Lätet är ett kort och fylligt "shu-shu".

## Utbredning och systematik
Fågeln återfinns i bergstrakter i sydöstra Nigeria och sydvästra Kamerun, samt på ön Bioko. Den behandlas som monotypisk, det vill säga att den inte delas in i några underarter.

## Levnadssätt
Bergsvalan hittas i skogsbryn och bergsbelägna gräsmarker. Där ses den ofta i flockar.

## Status
Arten har ett begränsat utbredningsområde, men beståndet anses trots detta stabilt. Internationella naturvårdsunionen IUCN listar den som livskraftig (LC).